# Cap de la Pala del Tésol
El Cap de la Pala del Tésol és una muntanya de 2.439 metres que es troba al municipi d'Alt Àneu, a la comarca del Pallars Sobirà.